# Плахин, Андрей Иванович
Андре́й Ива́нович Пла́хин (18 июля 1904 — 6 июня 1957, Москва) — советский дипломат. Чрезвычайный и полномочный посланник II класса.

## Биография
Член ВКП(б).

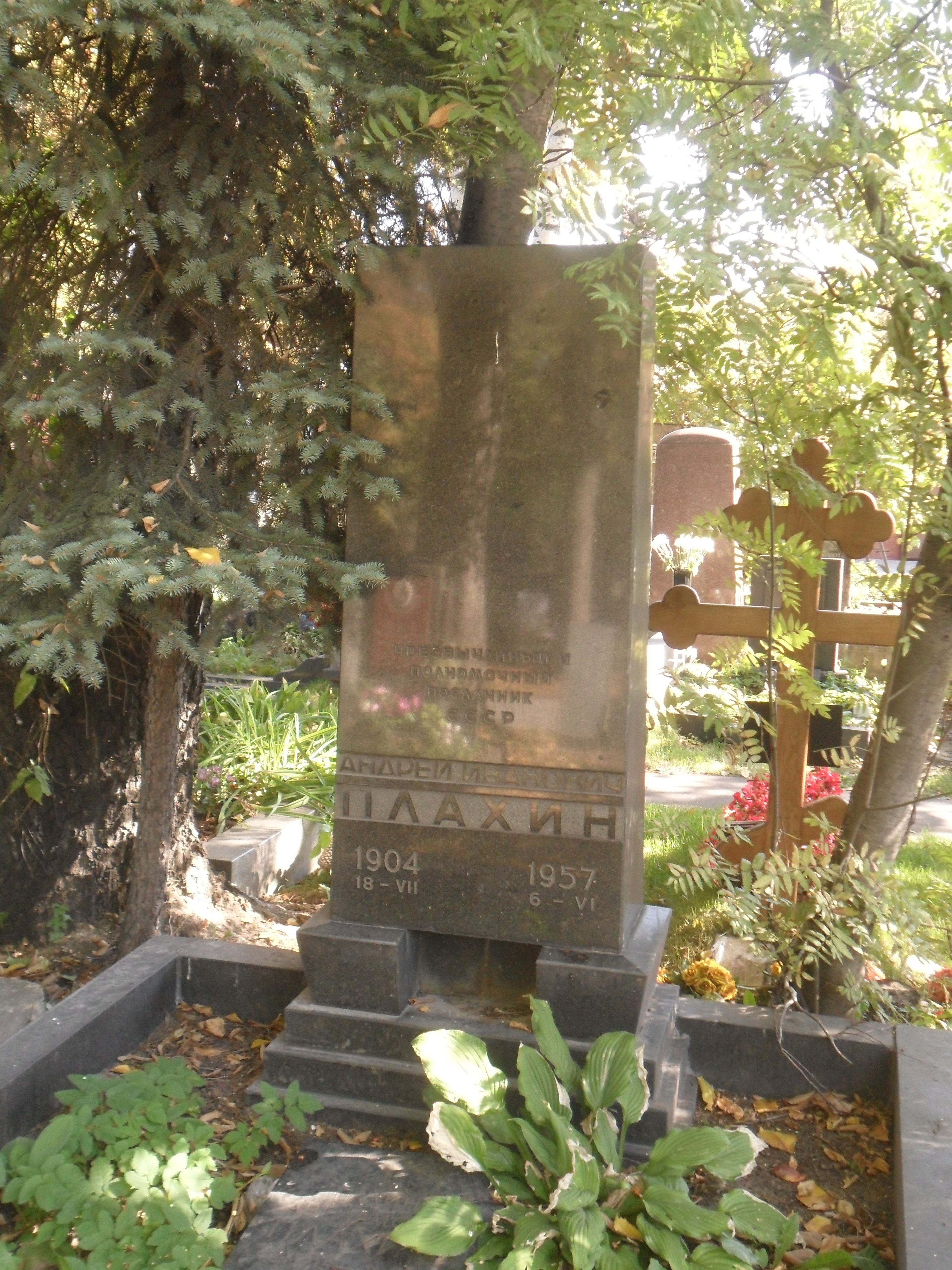
Могила Плахина на Новодевичьем кладбище Москвы.

- В 1939 году — заведующий Отделом скандинавских стран НКИД СССР.
- В 1939—1941 годах — советник полпредства, временный поверенный в делах СССР в Дании.
- В 1941 году — советник полпредства СССР в Швеции.
- В 1943 году — помощник заместителя народного комиссара иностранных дел СССР.
- В 1944—1945 годах — заведующий Политическим отделом Народного комиссариата иностранных дел Украинской ССР.
- С 22 июня 1945 по 15 июля 1950 года — чрезвычайный и полномочный посланник СССР в Дании.
- В 1954—1955 годах — сотрудник аппарата верховного комиссара СССР в Австрии.
- В 1957 году — начальник Управления кадров МИД СССР.

## Награды
- Орден Трудового Красного Знамени (5 ноября 1945).